# Пятнистая хохлатая муравьеловка
Пятнистая хохлатая муравьеловка (лат. Frederickena unduliger) — вид птиц из семейства типичных муравьеловковых. Первоначально ему было присвоено биноминальное название Thamnophilus unduliger.

## Таксономия
Frederickena fulva ранее считали подвидом данного вида. Если считать его отдельным видом, существует три подвида Frederickena unduliger. Выделение подвидов основывается на отличиях в оперении самок, но затруднено из-за значительных индивидуальных различий даже в одной и той же локации.

## Распространение
Обитают в западной части Амазонии на юго-востоке Перу, западе Бразилии и, возможно, крайнем юго-востоке Колумбии.

## Описание
Длина тела 23 см, вес 75—85 г. На голове имеется хохол. Цвет радужки варьируется от коричневого до бледно-жёлтого, возможно, в зависимости от возраста птицы или популяции, либо от того и другого. Самец чёрный.

## Биология
О рационе известно мало. Питаются разными насекомыми, включая относящихся к Coleoptera и Orthoptera.

## Охранный статус
МСОП присвоил виду охранный статус LC.